# Говард, Томас, 3-й граф Беркшир
Томас Говард, 3-й граф Беркшир (англ. Thomas Howard, 3rd Earl of Berkshire; 14 ноября 1619 — 12 апреля 1706) — английский пэр. Он был известен как Достопочтенный Томас Говард с 1626 по 1679 год.

## Биография
Родился 14 ноября 1619 года. Второй сын Томаса Говарда, 1-го графа Беркшира (1587—1669), и его жены, леди Элизабет Сесил, дочери Уильяма Сесила, 2-го графа Эксетера.
Томас Говард заседал в Палате общин Англии от Уоллингфорда в 1640—1646 годах. Он был полковником полка роялистской кавалерии в 1643 году, а затем бригадиром. В 1661 году после Реставрации Стюартов в Англии он был вознагражден должностью клерка рынков двора.
В апреле 1679 года после смерти своего старшего брата в изгнании, Чарльза Говарда, 2-го графа Беркшира (1616—1679), Томас Говард унаследовал титулы 3-го графа Беркшира (Пэрство Англии), 3-го виконта Андовера в графстве Саутгемптон (Пэрство Англии) и 3-го барона Говарда из Чарльтона в графстве Уилтшир (Пэрство Англии), став членом Палаты лордов.
Лорд Беркшир скончался 12 апреля 1706 года в возрасте 86 лет. Он был похоронен в Чарльтоне, Уилтшир, Англия. Его преемником стал его внучатый племянник Генри Говард (1686—1757), который затем объединил графства Саффолк и Беркшира.

## Семья
Лорд Беркшир был дважды женат. Его первой женой была Фрэнсис Харрисон (1614 — 8 мая 1658), дочь сэра Ричарда Харрисона и Фрэнсис Гаррад. Дети от первого брака:
- Леди Фрэнсис Говард (? — 22 декабря 1707)[1], она вышла замуж за сэра Генри Уинчкомба, 1-го баронета
- Леди Мэри Говард, незамужняя

Его второй женой стала Мэри Паркер, дочь сэра Томаса Паркера и Филадельфии Леннард. Дети от второго брака:
- Леди Элизабет Говард (ок. 1638—1714)[1], в 1663 году она вышла замуж за Джона Драйдена.

Он, как предполагалось, был отцом по крайней мере одного незаконного ребенка, Молл Дэвис (1648—1708), которая стала актрисой и любовницей Карла II, родив ему дочь, леди Мэри Тюдор (1673—1726), которая вышла замуж за графа Дервентуотера. Молл Дэвис родилась около 1648 года в Вестминстере и, как сказал Сэмюэл Пипс, известный автор дневников, была «бастардом полковника Говарда, милорда Баркшира» — вероятно, имея в виду Томаса Говарда, третьего графа Беркшира.